# Gerhard Schulz (Historiker)
Gerhard Schulz (* 24. August 1924 in Sommerfeld; † 14. April 2004 in Tübingen) war ein deutscher Historiker.

## Leben
Gerhard Schulz war Sohn eines Beamten und studierte nach dem Zweiten Weltkrieg Geschichte an der Universität Leipzig. Ende der 1940er Jahre wechselte er an die Freie Universität Berlin und wurde bei Hans Herzfeld mit einer Studie über die SPD vor dem Ersten Weltkrieg promoviert. Danach arbeitete er als Historiker über die Weimarer Republik und den Nationalsozialismus.
Im Jahr 1962 nahm Schulz einen Ruf an die Universität Tübingen an und im gleichen Jahr erschien seine Habilitationsschrift Zwischen Demokratie und Diktatur. Band I: Verfassungspolitik und Reichsreform in der Weimarer Republik. Er war von 1963 bis 1990 Direktor des Tübinger Seminars für Zeitgeschichte. Er war Mitherausgeber des Bracher/Schulz/Sauer, eines Standardwerks über die nationalsozialistische „Machtergreifung“, das erstmals 1960 am Institut für Politische Wissenschaft in West-Berlin herausgegeben wurde. Dabei war Gerhard Schulz für den zweiten Teil verantwortlich: Die Anfänge des totalitären Maßnahmenstaates. Er war Mitglied der Vereinigung für Verfassungsgeschichte.
Schulz’ Ehefrau war eine Tochter des preußischen Finanzministers und Widerstandskämpfers Johannes Popitz, der im Februar 1945 hingerichtet wurde.

## Schriften (Auswahl)
Aufsätze
- Zur englischen Planung des Partisanenkriegs am Vorabend des Zweiten Weltkriegs, in: Vierteljahreshefte für Zeitgeschichte, 30. Jg. 1982, H. 2, S. 322–358; Digitalisat

Bücher
- Die deutsche Sozialdemokratie und die Entwicklung der auswärtigen Beziehungen vor 1914. Ein Beitrag zur Geschichte des politischen Denkens und des Parteiwesens, Dissertation Freie Universität Berlin 1952.
- mit Klaus Schütz u. a.: Parteien in der Bundesrepublik. Studien zur Entwicklung der deutschen Parteien bis zur Bundestagswahl 1953 (= Schriften des Instituts für Politische Wissenschaft. Bd. 6, ISSN 0522-9677). Ring-Verlag, Stuttgart u. a. 1955.
- mit Karl Dietrich Bracher und Wolfgang Sauer: Die nationalsozialistische Machtergreifung (= Schriften des Instituts für Politische Wissenschaft. Bd. 14). Westdeutscher Verlag, Köln u. a. 1960.
- Zwischen Demokratie und Diktatur. Verfassungspolitik und Reichsreform in der Weimarer Republik. 3 Bände. de Gruyter, Berlin u. a. 1963–1992;
  - Band 1: Die Periode der Konsolidierung und der Revision des Bismarckschen Reichsaufbaus 1919–1930. 1963 (Zugleich: Berlin, Freie Universität, Habilitations-Schrift vom 13. Juli 1960);
  - Band 2: Deutschland am Vorabend der Großen Krise. 1987, ISBN 3-11-002486-1;
  - Band 3: Von Brüning zu Hitler. Der Wandel des politischen Systems in Deutschland 1930–1933. 1992, ISBN 3-11-013525-6.
- Die deutschen Ostgebiete. Zu ihrer historisch-politischen Lage, Neske, Pfullingen 1967.
- Revolutionen und Friedensschlüsse. 1917–1920 (= dtv-Weltgeschichte des 20. Jahrhunderts. Bd. 2 = dtv 4002). Deutscher Taschenbuch-Verlag, München 1967.
- Das Zeitalter der Gesellschaft. Aufsätze zur politischen Sozialgeschichte der Neuzeit, Piper, München 1969.
- Faschismus, Nationalsozialismus. Versionen und theoretische Kontroversen 1922–1972, Propyläen-Verlag, Frankfurt/M. 1974, ISBN 3-549-07304-6.
- Aufstieg des Nationalsozialismus. Krise und Revolution in Deutschland. Propyläen-Verlag, Frankfurt am Main u. a. 1975, ISBN 3-549-07309-7.
- Deutschland seit dem Ersten Weltkrieg. 1918–1945 (= Deutsche Geschichte. Bd. 10 = Kleine Vandenhoeck-Reihe 1419). Vandenhoeck & Ruprecht, Göttingen 1976, ISBN 3-525-33390-0.
- Einführung in die Zeitgeschichte, Wissenschaftliche Buchgesellschaft, Darmstadt 1992, ISBN 3-534-06485-2.
- Europa und der Globus. Städte, Staaten und Imperien seit dem Altertum. Deutsche Verlags-Anstalt, Stuttgart u. a. 2001, ISBN 3-421-05349-9.
- Mitteldeutsches Tagebuch. Aufzeichnungen aus den Anfangsjahren der SED-Diktatur 1945–1950. Hrsg. von Udo Wengst. Oldenbourg, München 2009, ISBN 3-486-59033-2 (Rezension).

Herausgeberschaften
- Was wird aus der Universität? Standpunkte zur Hochschulreform, Wunderlich, Tübingen 1969.
- Geschichte heute. Positionen, Tendenzen und Probleme, Vandenhoeck & Ruprecht, Göttingen 1973, ISBN 3-525-36159-9.
- Geheimdienste und Widerstandsbewegungen im Zweiten Weltkrieg. Vandenhoeck & Ruprecht, Göttingen 1982, ISBN 3-525-01327-2.
- Die große Krise der dreißiger Jahre. Vom Niedergang der Weltwirtschaft zum Zweiten Weltkrieg, Vandenhoeck & Ruprecht, Göttingen 1985, ISBN 3-525-36189-0.
- Partisanen und Volkskrieg. Zur Revolutionierung des Krieges im 20. Jahrhundert, Vandenhoeck & Ruprecht, Göttingen 1985, ISBN 3-525-36188-2.
- Ploetz, Weimarer Republik. Eine Nation im Umbruch, Ploetz, Freiburg 1987, ISBN 3-87640-088-0.